# حسين بوحنك باي
حسين بوحنك باي هو باي قسنطينة وحاكم بايلك الشرق ضمن أيالة الجزائر في العهد العثماني. امتد حكمه بين سنتي 1792 و1795 ليخلفه فيما بعد مصطفى باي بن سليمان الأوزناجي.